# Party Girl (film 2014)

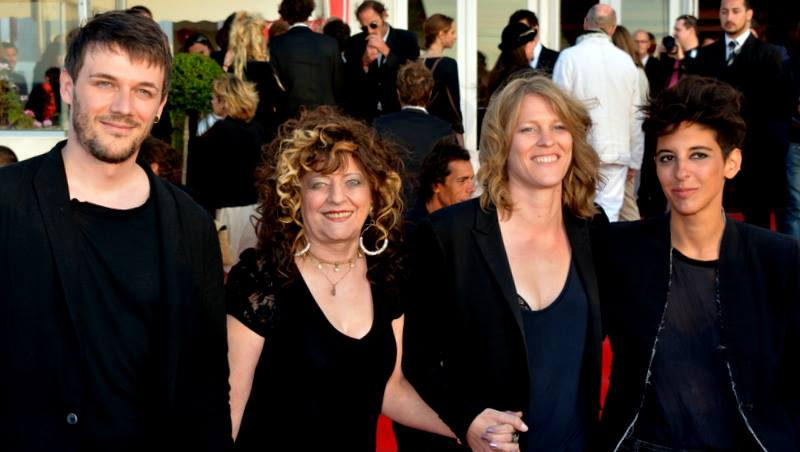
Reżyserzy wraz z odtwórczynią głównej roli Angélique Litzenburger.

Party Girl – francuski film dramatyczny z 2014 roku w reżyserii i według scenariusza tria Marie Amachoukeli, Claire Burger i Samuela Theisa. 
Opowieść zainspirowana życiem Angélique Litzenburger, grającej główną rolę w filmie. Podstarzała barmanka, żyjąca wiecznymi imprezami, otrzymuje ofertę małżeństwa od stałego klienta. Przed kobietą staje dylemat, zmienić tryb życia i się ustatkować, czy też kontynuować dotychczasowe życie.
Światowa premiera filmu miała miejsce 15 maja 2014 podczas 67. MFF w Cannes, w ramach którego obraz brał udział w sekcji Un Certain Regard. Na festiwalu tym film otrzymał Złotą Kamerę dla najlepszego debiutu reżyserskiego.
Polska premiera filmu miała miejsce 11 października 2014 w ramach 30. Warszawskiego Międzynarodowego Festiwalu Filmowego, gdzie film był prezentowany w sekcji „Odkrycia”. Do ogólnopolskiej dystrybucji kinowej film trafił 15 maja 2015.

## Obsada
- Angélique Litzenburger jako Angélique Litzenburger
- Joseph Bour jako Michel Henrich
- Mario Theis jako Mario Theis
- Samuel Theis jako Samuel Theis
- Séverine Litzenburger jako Séverine Litzenburger
- Cynthia Litzenburger jako Cynthia Litzenburger
- Chantal Dechuet jako Madame Dechuet
- Alyssia Litzenburger jako Alyssia Litzenburger
- Nathanaël Litzenburger jako Nathanaël Litzenburger
- Meresia Litzenburger jako Meresia Litzenburger
- Sébastien Roussel jako Sébastien

i inni

## Nagrody i nominacje
67. MFF w Cannes
- nagroda: Złota Kamera − Marie Amachoukeli-Barsacq, Claire Burger i Samuel Theis
- nagroda: Un Certain Regard (nagroda dla twórców) − Marie Amachoukeli-Barsacq, Claire Burger i Samuel Theis
- nominacja: Queerowa Palma − Marie Amachoukeli-Barsacq, Claire Burger i Samuel Theis
- nominacja: Un Certain Regard Award − Marie Amachoukeli-Barsacq, Claire Burger i Samuel Theis

40. ceremonia wręczenia Cezarów
- nominacja: najlepszy film debiutancki − Marie Amachoukeli-Barsacq, Claire Burger, Samuel Theis, Marie Masmonteil i Denis Carot
- nominacja: najlepszy montaż − Frédéric Baillehaiche

27. ceremonia wręczenia Europejskich Nagród Filmowych
- nominacja: Europejskie Odkrycie Roku − Marie Amachoukeli-Barsacq, Claire Burger i Samuel Theis